# Rio Aquidauana
O rio Aquidauana é um curso de água que banha o estado de Mato Grosso do Sul, no Brasil. Já teve várias denominações: Mateteú, Mboteteú e Embeteteú, Mondego, Guachiu e Miranda. [carece de fontes?]
O rio nasce na serra de Maracaju (município de São Gabriel do Oeste) e percorre uma extensão de 620 quilômetros até juntar-se ao rio Miranda a cem quilômetros de sua foz no rio Paraguai.
Sendo o único rio navegável da cidade de Aquidauana, sua navegação atende somente fazendas com pequenas embarcações nas épocas das cheias, quando as estradas do Pantanal ficam intransitáveis. Com isso, cumpre um importante papel ao atender a demanda de fazendeiros da região que necessitam de escoamento e trânsito. [carece de fontes?]